# Episodi di The George Burns and Gracie Allen Show (sesta stagione)
La sesta stagione della serie televisiva The George Burns and Gracie Allen Show è stata trasmessa in anteprima negli Stati Uniti d'America dalla CBS tra il 3 ottobre 1955 e il 24 settembre 1956.
| nº | Titolo originale                       | Titolo italiano | Prima TV USA      | Prima TV Italia |
| -- | -------------------------------------- | --------------- | ----------------- | --------------- |
| 1  | The Burnses and Mortons Go to New York |                 | 3 ottobre 1955    |                 |
| 2  | Ronnie Arrives                         |                 | 10 ottobre 1955   |                 |
| 3  | Ronnie Meets Sabrina                   |                 | 17 ottobre 1955   |                 |
| 4  | Changing Names                         |                 | 24 ottobre 1955   |                 |
| 5  | Harry Morton's Cocktail Party          |                 | 31 ottobre 1955   |                 |
| 6  | The Musical Version                    |                 | 7 novembre 1955   |                 |
| 7  | Ronnie Moves to the Village            |                 | 14 novembre 1955  |                 |
| 8  | Gracie Helps Lola                      |                 | 21 novembre 1955  |                 |
| 9  | Anniversary Party                      |                 | 28 novembre 1955  |                 |
| 10 | George Becomes a Dictator              |                 | 5 dicembre 1955   |                 |
| 11 | Ronnie's Elopement                     |                 | 12 dicembre 1955  |                 |
| 12 | Company for Christmas                  |                 | 19 dicembre 1955  |                 |
| 13 | Gracie Pawns Her Ring                  |                 | 26 dicembre 1955  |                 |
| 14 | Appearances Are Deceiving              |                 | 2 gennaio 1956    |                 |
| 15 | Let's Dance                            |                 | 9 gennaio 1956    |                 |
| 16 | George Goes Skiing                     |                 | 16 gennaio 1956   |                 |
| 17 | Ronnie Gets an Agent                   |                 | 23 gennaio 1956   |                 |
| 18 | Politeness Never Pays                  |                 | 30 gennaio 1956   |                 |
| 19 | Alice Gets Married                     |                 | 6 febbraio 1956   |                 |
| 20 | George Needs Glasses                   |                 | 13 febbraio 1956  |                 |
| 21 | The Indian Potentate                   |                 | 20 febbraio 1956  |                 |
| 22 | The Ladies' Club                       |                 | 27 febbraio 1956  |                 |
| 23 | Cyrano De Bergerac                     |                 | 5 marzo 1956      |                 |
| 24 | The Stolen Plants                      |                 | 12 marzo 1956     |                 |
| 25 | The English Playwright                 |                 | 19 marzo 1956     |                 |
| 26 | A Weekend on Long Island               |                 | 26 marzo 1956     |                 |
| 27 | The Newlyweds                          |                 | 2 aprile 1956     |                 |
| 28 | Night of Vaudeville                    |                 | 9 aprile 1956     |                 |
| 29 | Burlesk                                |                 | 16 aprile 1956    |                 |
| 30 | The Right People                       |                 | 23 aprile 1956    |                 |
| 31 | The Magic Act                          |                 | 30 aprile 1956    |                 |
| 32 | A Paris Creation                       |                 | 7 maggio 1956     |                 |
| 33 | Back from Paris                        |                 | 14 maggio 1956    |                 |
| 34 | The Twenty-Four Dresses                |                 | 21 maggio 1956    |                 |
| 35 | Ronnie Is Lovesick                     |                 | 28 maggio 1956    |                 |
| 36 | The Night Out                          |                 | 4 giugno 1956     |                 |
| 37 | Questions and Answers                  |                 | 11 giugno 1956    |                 |
| 38 | The Triple Surprise Party              |                 | 18 giugno 1956    |                 |
| 39 | Mrs. Sohmers Needs a Psychologist      |                 | 17 settembre 1956 |                 |
| 40 | The Switchboard Operator               |                 | 24 settembre 1956 |                 |